# Новобілозерка
Новобілозе́рка —  село в Україні, у Василівському районі Запорізької області. Населення становить 171 осіб. Орган місцевого самоврядування - Малобілозерська сільська рада.

## Географія
Село Новобілозерка знаходиться на одному з витоків річки Велика Білозерка, на відстані в 2,5 км від села Мала Білозерка.

## Історія
- 1924 - дата заснування.

## Населення

### Мова
Розподіл населення за рідною мовою за даними перепису 2001 року:
| Мова            | Кількість | Відсоток |
| --------------- | --------- | -------- |
| українська      | 143       | 83.63%   |
| російська       | 27        | 15.79%   |
| інші/не вказали | 1         | 0.58%    |
| Усього          | 171       | 100%     |